# Ashley Long
Ashley Long (Londres; 8 de junio de 1979) es una actriz pornográfica británica.

## Carrera
Ashley vino a California del Sur vía Inglaterra en 2001 y comenzó lo que se convirtió en una muy exitosa temporada en la industria del porno. Apareció en más de 430 exhibiciones hardcore desde su debut en 2001, manteniéndose muy ocupada rodando películas para muchos estudios porno diferentes.
Ella frecuentemente realiza escenas de sexo anal y doble penetración anal interracial, habiendo actuado con actores como Lexington Steele o Wesley Pipes, por lo que ha aparecido en varias películas de la famosa serie GangLand.

## Premios
- 2003 Premios XRCO – Mejor Performance Individual, Actress por Compulsion[2]
- 2004 Premios AVN – Mejor Escena de Sexo en Pareja, Película – Compulsion
- 2004 Premios AVN – Mejor Escena Grupal de Sexo, Video – Back 2 Evil[3]